# Манаков, Михаил Юрьевич
Михаил Юрьевич Манаков (3 марта 1972, Челябинск) — российский библиограф, издатель, литературовед.
В 2013 году на конвенте Аэлита удостоен премии им. В. Бугрова за вклад в фантастиковедение.

## Биография
М. Манаков окончил автотракторный факультет Челябинского государственного технического университета (1996) по специальности «Автомобильное хозяйство». Работает инженером в Южно-Уральском государственном университете.
Занимается изучением творчества писателя-фантаста Кира Булычева (псевдоним д-ра ист. наук И. В. Можейко). В 1999 основал международную любительскую ассоциацию библиографов и исследователей творчества Кира Булычева «ЛАБИринТ КБ». Член Российской ассоциации исследователей фантастики. Издатель и редактор информационно-аналитического бюллетеня «Вестник „ЛАБИринТ КБ“» (1999—2002), редактор официальной страницы Кира Булычева на литературном Интернет-сервере «Русская фантастика» (с 1998 года). Автор научных публикаций о творчестве писателя, в том числе в специализированных центральных изданиях. Учредитель и редактор серии изданий малоизвестных произведений К. Булычева «Для узкого круга», в которой вышло 8 книг (Челябинск, 2000—2009).
Участник международных конференций по проблемам современной фантастики: «Аэлита» (Екатеринбург, 1988, 1989, 1991, 1997, 1999—2005), «Роскон» (Москва, 2001, 2008), «Сигма-Ф» (2004, 2005), «Eurocon» (2006, 2008). Лауреат премии «Миелофон.ру» (2002) за многолетнюю популяризацию творчества Кира Булычева.
Составитель сборников и многотомных собраний сочинений Кира Булычева. Собрал в личной коллекции более 10 тыс. публикаций художественных произведений и научных трудов И. В. Можейко.

## Список публикаций

### Отдельные издания
Манаков М. Библиография Кира Булычева: Художественные произведения на русском языке. Отдельные издания. Челябинск: Издательство «ЧП Рейх А. П.», 1999. 59 с. ISBN 5-89504-012-8.
Манаков М. Библиография Кира Булычева: Художественные произведения на русском языке. Публикации в сборниках и периодике. Челябинск: Издательство «ЧП Рейх А. П.», 1999. 59 с. ISBN 5-89504-013-6.
Кир Булычев в XX веке: Библиогр. справочник / Авт.-сост.: В. Колядин, А. Ляхов, М. Манаков, А. Попов; под общ. ред. М. Манакова. Челябинск: Околица, 2001. 264 с. ISBN 5-87716-074-5.
Фильмография Кира Булычева: Справочник / Авт.-сост. М. Манаков. Челябинск: Околица, 2002. 89 с. ISBN 5-87716-097-4.

### Публикации в сборниках
Библиография / [М. Манаков] // Булычев К. Город Наверху. М.: Хронос, 1997. С. 231—368.
Фильмография Кира Булычева / [М. Манаков] // Булычев К. Товарищ «Д». М.: Хронос, 1999. С. 379—414.
Челябинский след / Михаил Манаков // Кир Булычев и его друзья. Челябинск: Челяб. дом печати, 2004. С. 187—202.
Предисловие: [Предисл. к роману К. Булычева «Покушение»] / М. Манаков, А. Щербак-Жуков // Булычев К. Река Хронос: Усни, красавица! Таких не убивают. Дом в Лондоне. Покушение. М.: АСТ; АСТ Москва, 2005. С. 701—703. (Б-ка фантастики).
Вдоль по «Реке Хронос»: [Послесл.] / Михаил Манаков, Андрей Щербак-Жуков // Булычев К. Река Хронос: Усни, красавица! Таких не убивают. Дом в Лондоне. Покушение. М.: АСТ; АСТ Москва, 2005. С. 940—944. (Б-ка фантастики).
Предисловие: [Предисл. к роману К. Булычева «Покушение»] / М. Манаков, А. Щербак-Жуков // Булычев К. Река Хронос: Усни, красавица! Таких не убивают. Дом в Лондоне. Покушение. М.: АСТ; АСТ Москва, 2005. С. 701—703. (Б-ка мировой фантастики).
Вдоль по «Реке Хронос»: [Послесл.] / Михаил Манаков, Андрей Щербак-Жуков // Булычев К. Река Хронос: Усни, красавица! Таких не убивают. Дом в Лондоне. Покушение. М.: АСТ; АСТ Москва, 2005. С. 940—944. (Б-ка мировой фантастики).
Кир Булычев — для узкого круга: [Предисл. к публ.: Булычев К. Искуситель из Израиля] / В. Миров (М. Манаков и К. Ратников) // Ратников К. Преамбулы и постскриптумы. Челябинск: Репринт, 2008. С. 337—338.
Полгода без Кира Булычева: [Интервью с М. Манаковым] / [Записал] Кирилл Ратников // Ратников К. Преамбулы и постскриптумы. Челябинск: Репринт, 2008. С. 342—347.
Булычев Кир: [Биобиблиогр. справка] / М. Ю. Манаков // Челябинская область: Энциклопедия. В 7 т. Т. 1: А — Г. Челябинск: Каменный пояс, 2008. С. 530.
Булычев Кир: [Биобиблиогр. справка] / М. Ю. Манаков // Челябинская область: Энциклопедия. В 7 т. Т. 1: А — Г. Челябинск: Каменный пояс, 2009. С. 530.
Kir Bulõtšovi unikaalne anne: [Послесл.] / Mihhail Manakov, Kirill Ratnikov; Пер. на эст.: A. Nikkarev // Bulõtšov K. Perpendikulaarne maailm. Saue: Skarabeus, 2010. С. 275—279. [На эст. яз.: Уникальный дар Кира Булычева].
Le Don Unique de Kir Boulytchev: [Предисл.] / Mikhaïl Manakov, Kirill Ratnikov; Пер. на франц.: V. & P. Lajoye // Bulytchev K. La robe blanche de Cendrillon. Paris: Black Coat Press, 2011. С. 5-9. [На франц. яз.: Уникальный дар Кира Булычева].
Kir Bulychiov: [Предисл.] / Mikhail Manakov; Пер. на исп. V. Kúkharava // 2099: Antologίa de Ciencia Ficción. Madrid: Irreverentes, 2012. С. 518. [На исп. яз.: Кир Булычев]. ISBN 978-84-15353-38-6.

### Публикации в периодике
Библиография / М. Манаков // Сов. библиография. 1989. № 2. С. 78-82.
От редактора / М. Манаков // Вестник ЛАБИринТ КБ (Челябинск). 1999. № 1. С. 6-7.
Передача эстафеты / Михаил Манаков // Вестник ЛАБИринТ КБ (Челябинск). 1999. № 2. С. 3-4.
Ещё какие стихи, или Первая книга новой серии: [Рец. на кн.: Булычев К. Кое-какие стихи] / Михаил Манаков // Вестник ЛАБИринТ КБ (Челябинск). 2000. № 5. С. 2.
[Б. н.]: [Об ассоциации ЛАБИринТ КБ] / [М. Манаков] // Уральский следопыт (Екатеринбург). 2000. № 2. С. 18.
Евгению Мигунову — 80!: [О Е. Мигунове] / Михаил Манаков, Владимир Подсиорин; Худож. Е. Мигунов // Вестник ЛАБИринТ КБ (Челябинск). 2001. № 16. С. 2-6.
Роскон-2001 / [Михаил Манаков]; Фото А. Ласа, В. Яшина // Вестник ЛАБИринТ КБ (Челябинск). 2001. № 17. С. 2-3.
Кир Булычев на «Русской фантастике» / Михаил Манаков // Звездная дорога. 2001. № 9. С. 63-65.
Кир Булычев — для узкого круга: [Предисл. к публ.: Булычев К. Искуситель из Израиля] / В. Миров [Михаил Манаков и Кирилл Ратников]; Фото К. Ратникова // Луч (Челябинск). 2001. № 1. С. 24.
Кир Булычев и другие: [Интервью с М. Манаковым] / [Записал] Дмитрий Кондрашов // Лидер (Челябинск). 2003. 15-21 сент. (№ 36). С. 7.
Открывший дорогу к звездам: [Краткая биография] / [М. Манаков] // Газета. 2004. 18 окт. (№ 193). С. 6.
«Привет, это Игорь!»: [Интервью с М. Манаковым] / [Записал] Кирилл Ратников // Челябинский рабочий (Челябинск). 2004. 26 марта (№ 55). С. 6.
Челябинский след / Михаил Манаков // Транзит Урал (Челябинск). 2005. № 1. С. 28-32.
Создатель прекрасного далеко: [Интервью с М. Манаковым] / [Записал] Виталий Чубатый // Новая волна плюс (Днепропетровск). 2008. 24-31 дек. (№ 54). С. 1, 4.
Кир Булычев и другие, или Челябинский след Игоря Можейко / Михаил Манаков // Проталина (Екатеринбург). 2008. № 2. С. 74-79.
«Привет! Это Игорь!»: Челябинский след Кира Булычева: Памяти Игоря Всеволодовича Можейко (18 октября 1934 — 5 сентября 2003) / Михаил Манаков // Искатель — Adventurer (Чикаго, США). 2009. № 9. С. 33-37.
Конек-горбунок и такан: Трансформация образа сказочного персонажа в творчестве Кира Булычева / Манаков М. Ю., [Ратников К. В.] // Известия высших учебных заведений. Уральский регион (Челябинск). 2011. № 2. С. 51-58.
Метод Можейко: Своеобразие воспроизведения взаимосвязей культурных миров средневековья в контексте 1185 года / Манаков М. Ю., [Ратников К. В.] // Известия высших учебных заведений. Уральский регион (Челябинск). 2011. № 4. С. 63-75.
Политик против рыцаря: Взаимоотношения Филиппа II Августа и Ричарда I Львиное Сердце в изображении И. В. Можейко / Манаков М. Ю., [Ратников К. В.]; Ил. К. А. Сошинской // Известия высших учебных заведений. Уральский регион (Челябинск). 2012. № 1. С. 58-67.
Культурное наследие античности в интерпретации И. В. Можейко / Манаков М. Ю., [Ратников К. В.]; Ил. К. А. Сошинской // Известия высших учебных заведений. Уральский регион (Челябинск). 2012. № 2. С. 93-105.

### Публикации в любительской прессе
Краткая библиография произведений Кира Булычева: Библиогр. / С. Елисеев, М. Манаков // Фэн-раритет. 1993. № 1. С. 34-37.

### Составленные сборники и многотомные издания
Кир Булычев и его друзья: Мемориальный сборник произведений Кира Булычева и воспоминаний о нём его друзей / Сост. К. Сошинская, Е. Глущенко, М. Манаков, Л. Минц; под общ. ред. К. Сошинской. Челябинск: Челяб. дом печати, 2004. 318 с.
Булычев К. Падчерица эпохи: Избран. работы о фантастике / Кир Булычев; ред.-сост.: Д. Байкалов, [М. Манаков]. М.: Междунар. центр фантастики, 2004. 366 с.
Булычев К. Нужна свободная планета: Фантаст. рассказы [и повести] / Кир Булычев; сост. М. Манаков. М.: Эксмо, 2005. 989 с.
Булычев К. Гений из Гусляра: Фантаст. произведения / Кир Булычев; сост. М. Манаков. М.: Эксмо, 2005. 733 с.
Булычев К. Алиса и привидения: Фантаст. повести / Кир Булычев; [сост. М. Манаков]. М.: Олма-пресс, 2005. 445 с.
Булычев К. Алиса и чудовище: Фантаст. повести / Кир Булычев; [сост. М. Манаков]. М.: Олма-пресс, 2005. 445 с.
Булычев К. Поселок: Повести / Кир Булычев; сост. М. Манаков. М.: Эксмо, 2005. 894 с.
Булычев К. Подземелье ведьм: Фантаст. повести / Кир Булычев; сост. М. Манаков. М.: Эксмо, 2005. 1086 с.
Булычев К. Похищение чародея: Фантаст. повести / Кир Булычев; сост. М. Манаков. М.: Эксмо, 2005. 1146 с.
Булычев К. Операция «Гадюка»: Фантаст. романы / Кир Булычев; сост. М. Манаков. М.: Эксмо, 2005. 1019 с.
Булычев К. Покушение на Тесея: Фантаст. романы / Кир Булычев; сост. М. Манаков. М.: Эксмо, 2005. 894 с.
Булычев К. Последние драконы: Фантаст. роман, повести / Кир Булычев; сост. М. Манаков. М.: Эксмо, 2006. 893 с.
Булычев К. Возвращение из Трапезунда: Фантаст. романы / Кир Булычев; сост. М. Манаков. М.: Эксмо, 2006. 863 с.
Булычев К. Заповедник для академиков: Фантаст. романы / Кир Булычев; сост. М. Манаков. М.: Эксмо, 2006. 955 с.
Булычев К. Таких не убивают: Романы, повесть / Кир Булычев; сост. М. Манаков. М.: Эксмо, 2006. 861 с.
Булычев К. Два билета в Индию: Фантаст. повести / Кир Булычев; сост. М. Манаков. М.: Эксмо, 2006. 958 с.
Булычев К. Монументы Марса: Фантаст. рассказы и пьесы / Кир Булычев; сост. М. Манаков. М.: Эксмо, 2006. 991 с.
Булычев К. Космический десант: Фантаст. повести и рассказы / Кир Булычев; сост. М. Манаков. М.: Эксмо, 2006. 988 с.
Булычев К. Жертва вторжения: Фантаст. повести и рассказы / Кир Булычев; сост. М. Манаков. М.: Эксмо, 2006. 799 с.
Булычев К. Сто лет тому вперед: Фантаст. произведения / Кир Булычев; сост. М. Манаков. М.: Эксмо, 2007. 891 с.
Булычев К. Миллион приключений: Фантаст. повести / Кир Булычев; сост. М. Манаков. М.: Эксмо, 2007. 958 с.
Булычев К. Опасные сказки: Фантаст. повести / Кир Булычев; сост. М. Манаков. М.: Эксмо, 2007. 890 с.
Булычев К. Алиса и дракон: Фантаст. повести / Кир Булычев; сост. М. Манаков. М.: Эксмо, 2007. 896 с.
Булычев К. Древние тайны: Фантаст. повести / Кир Булычев; сост. М. Манаков. М.: Эксмо, 2007. 864 с.